# Ryania speciosa var. mutisii
Ryania speciosa var. mutisii ist eine Varietät von Ryania speciosa, einer weit verbreiteten Art aus der Familie der Weidengewächse (Salicaceae), die in mehreren Varietäten in Südamerika vorkommt. Da es seit Beginn des 19. Jahrhunderts keinen Nachweis mehr gab, gilt sie laut gegenwärtigem Informationsstand der IUCN als ausgestorben. Sie ist nach dem spanischen Botaniker José Mutis (1732–1808) benannt, der diese Pflanze 1783 entdeckt hatte.

## Merkmale
Ryania speciosa var. mutisii war ein Strauch oder kleiner Baum von unbeschriebener Höhe. Die Zweige waren mit rostfarbenen, etwas aufgerichteten Filzhaaren bedeckt. Wie bei der Varietät Ryania speciosa var. chocoensis, die in Kolumbien, Ecuador und Peru vorkommt, waren die Laubblätter länglich oder weitgehend breit. Die Triebspitze war kurz zugespitzt, der Blattgrund war etwas stumpf. Entlang der Mittelrippe waren die Blätter glänzend und fein behaart. Zwischen den Rippen der Oberseite waren sie mit verstreuten aufgerichteten, einfachen Härchen bedeckt. Die Unterseite war mit weichen Filzhaaren bedeckt, wobei die Sternhaare lang und aufgerichtet, manchmal nur zwei- bis dreistrahlig oder zu einfachen Haaren reduziert waren.

## Status
Ryania speciosa var. mutisii ist nur von den Sammlungen des spanischen Botanikers Mutis bekannt, die zwischen 1783 und 1808 in einer nicht genau bekannten Gegend in den Provinzen Tolima und/oder Cundinamarca in Kolumbien zusammengetragen wurden. Seitdem wurden keine weiteren Exemplare mehr entdeckt. Der Holotypus befindet sich im United States National Herbarium, das als Isotypen gekennzeichnete Material ist in den Herbarien des Field Museum of Natural History, des Conservatoire et Jardin botaniques de la Ville de Genève, des Royal Botanic Gardens (Kew), des Real Jardín Botánico de Madrid und im Nordiska Herbariet in Stockholm aufbewahrt. 1998 wurde Ryania speciosa var. mutisii in die Liste der ausgestorbenen Pflanzentaxa der IUCN aufgenommen. Die genaue Ursache für das Verschwinden dieses Taxons ist unbekannt.